# Герхард III фон Ринек
Герхард III фон Ринек (на немски: Gerhard III von Rieneck; † между 15 май 1216 и 24 октомври 1216) е граф на Ринек и бургграф на Майнц.

## Произход
Той е син на граф Герхард II фон Лоон и Ринек († 1187/1191) и съпругата му Аделхайд фон Гелдерн († сл. 1213), дъщеря на граф Хайнрих I от Гелдерн и Цутфен († 1182) и Агнес фон Арнщайн († 1179). Внук е на граф Герхард II фон Лоон. Брат е на Хайнрих († 2 август 1218), каноник в Лиеж, граф на Лоон 1218, Арнолд III († ок. 1221), граф на Ринек и Лоон (1218 – 1221).

## Фамилия
Герхард III се жени 1204 г. за Кунигунда фон Цимерн († сл. 1216), дъщеря на граф Зибодо III фон Цимерн. Те имат децата: Те имат децата:
- Лудвиг II фон Ринек (* ок. 1215 † 15 май 1243), граф на Лоон, Ринек, бургграф на Майнц
- Арнолд III (* 1210; † 1272/1273), граф na Лоон-Шини
- Герхард († пр. 1272)
- Бертолд, каноник във Вюрцбург
- Алайдис
- Имагина († сл. 1250), омъжена за Гозвин III, господар на Борн († сл. 1290)
- Гуда, омъжена за Конрад фон Меренберг-Глайберг
- Хайнрих